# Gregorio Reynolds
Gregorio Reynolds (Sucre, 1882 — 1948) foi um poeta boliviano. Produziu belas versões dos clássicos gregos.

## Poemas
- El Mendigo (1913)
- El Cofre de Psiquis (1918)
- Horas Turbias (1923)
- Redención (épico, 1925)
- Prismas (1935)